# Heitor Marcelino Domingues
Heitor Marcelino Domingues (São Paulo, 20 december 1898 –  aldaar, 21 september 1972) was een Braziliaanse voetballer, beter bekend als Heitor. Hij was de eerste topschutter van Palestra Itália, het huidige Palmeiras, en kon later nooit overtroffen worden. Eerste achtervolger César Maluco scoorde meer dan 100 doelpunten minder voor de club. Hij speelde voor de club ook basketbal, tafeltennis, volleybal en deed aan atletiek.

## Biografie
Heitor, van Spaanse afkomst, begon zijn profcarrière bij Americano en maakte in 1916 de overstap naar Palestra Itália, waarmee hij drie keer de staatstitel kon winnen. In 1923 speelde hij in de selectie van de staat São Paulo tegen de staat Paraná, waarin hij maar liefst zeven keer scoorde. In 1928 en 1929 werd hij met de club ook basketkampioen.
Hij speelde ook voor het nationale elftal en won twee keer het Zuid-Amerikaans kampioenschap, in 1919 en 1922.
Na zijn spelerscarrière werd hij een succesvol scheidsrechter. In 1940 floot hij de openingswedstrijd in het nieuwe Estádio do Pacaembu.